# Élections législatives de 2012 dans la Nièvre
Les élections législatives françaises de 2012 se déroulent les 10 et 17 juin 2012. Dans le département de la Nièvre, deux députés sont à élire dans le cadre de deux circonscriptions, soit une de moins que lors des législatures précédentes, en raison du redécoupage électoral.

## Élus
| Circonscription | Circonscription | Député sortant             | Parti | Parti | Député élu ou réélu        | Parti          | Parti          |
| --------------- | --------------- | -------------------------- | ----- | ----- | -------------------------- | -------------- | -------------- |
| ≠               | 1re             | Martine Carrillon-Couvreur |       | PS    | Martine Carrillon-Couvreur |                | PS             |
| ≠               | 2e              | Gaëtan Gorce               |       | PS    | Christian Paul             |                | PS             |
| –               | 3e              | Christian Paul             |       | PS    | Siège supprimé             | Siège supprimé | Siège supprimé |

## Impact du redécoupage territorial
La disparition de la 3e circonscription peut être vue comme une fusion avec 2e aux exceptions suivantes près : 
- les cantons de La Charité-sur-Loire, Cosne-Cours-sur-Loire Nord, Cosne-Cours-sur-Loire Sud, Pouilly-sur-Loire et Pougues-les-Eaux vont à la 1re ;
- la 1re perd les cantons de La Machine et de Saint-Pierre-le-Moûtier au profit de la 2e.

## Résultats

### Résultats à l'échelle du département
| Parti          | Parti                             | Premier tour | Premier tour | Second tour | Second tour | Sièges |  |
| Parti          | Parti                             | Voix         | %            | Voix        | %           | Sièges |  |
| -------------- | --------------------------------- | ------------ | ------------ | ----------- | ----------- | ------ |  |
|                | Parti socialiste                  | 44 361       | 46,81        | 56 399      | 63,62       | 2      |  |
|                | Europe Écologie Les Verts         | 3 274        | 3,45         |             |             | 0      |  |
|                | Majorité présidentielle           | 47 635       | 50,26        | 56 399      | 63,62       | 2      |  |
|                |                                   |              |              |             |             |        |  |
|                | Union pour un mouvement populaire | 19 774       | 20,87        | 32 246      | 36,38       | 0      |  |
|                | Parti radical                     | 2 384        | 2,52         |             |             | 0      |  |
|                | Divers droite dont DLR, PCD       | 1 241        | 1,31         | 0           |             |        |  |
|                | Droite parlementaire              | 23 399       | 24,69        | 32 246      | 36,38       | 0      |  |
|                |                                   |              |              |             |             |        |  |
|                | Front national                    | 13 529       | 14,28        |             |             | 0      |  |
|                | Front de gauche                   | 7 046        | 7,43         | 0           |             |        |  |
|                | Extrême gauche dont LO et NPA     | 1 133        | 1,20         | 0           |             |        |  |
|                | Mouvement démocrate               | 806          | 0,85         | 0           |             |        |  |
|                | Divers                            | 691          | 0,73         | 0           |             |        |  |
|                | Divers écologiste dont AÉI        | 530          | 0,56         | 0           |             |        |  |
|                |                                   |              |              |             |             |        |  |
| Inscrits       | Inscrits                          | 164 881      | 100,00       | 164 891     | 100,00      | 2      |  |
| Abstentions    | Abstentions                       | 68 288       | 41,42        | 72 085      | 43,72       |        |  |
| Votants        | Votants                           | 96 593       | 58,58        | 92 806      | 56,28       |        |  |
| Blancs et nuls | Blancs et nuls                    | 1 824        | 1,89         | 4 161       | 4,48        |        |  |
| Exprimés       | Exprimés                          | 94 769       | 98,11        | 88 645      | 95,52       |        |  |

### Résultats par circonscription

#### Première circonscription (Nevers - Cosne-Cours-sur-Loire)
| Candidat       | Candidat                                   | Parti                    | Premier tour | Premier tour | Second tour | Second tour |  |
| Candidat       | Candidat                                   | Parti                    | Voix         | %            | Voix        | %           |  |
| -------------- | ------------------------------------------ | ------------------------ | ------------ | ------------ | ----------- | ----------- |  |
|                | Martine Carrillon-Couvreur sortante réélue | PS                       | 18 896       | 43,57        | 24 928      | 61,34       |  |
|                | Jean-Luc Gauthier                          | UMP                      | 8 682        | 20,02        | 15 708      | 38,66       |  |
|                | Valérie Renard                             | RBM (FN)                 | 6 346        | 14,63        |             |             |  |
|                | Bernard Dubresson                          | FG (PCF) (Divers gauche) | 3 596        | 8,29         |             |             |  |
|                | Jean-Luc Martinat                          | NC                       | 2 384        | 5,50         |             |             |  |
|                | Wilfrid Sejeau                             | EÉLV                     | 1 847        | 4,26         |             |             |  |
|                | Xavier Richard                             | CpF (MoDem)              | 806          | 1,86         |             |             |  |
|                | Geneviève Lemoine                          | LO                       | 341          | 0,79         |             |             |  |
|                | Julien Gonzales                            | AÉI                      | 213          | 0,49         |             |             |  |
|                | Thérèse Guamis                             | NPA                      | 190          | 0,44         |             |             |  |
|                | Georges Jacovlev                           | AR                       | 68           | 0,16         |             |             |  |
|                |                                            |                          |              |              |             |             |  |
| Inscrits       | Inscrits                                   | Inscrits                 | 78 206       | 100,00       | 78 228      | 100,00      |  |
| Abstentions    | Abstentions                                | Abstentions              | 33 959       | 43,42        | 35 528      | 45,42       |  |
| Votants        | Votants                                    | Votants                  | 44 247       | 56,58        | 42 700      | 54,58       |  |
| Blancs et nuls | Blancs et nuls                             | Blancs et nuls           | 878          | 1,98         | 2 064       | 4,83        |  |
| Exprimés       | Exprimés                                   | Exprimés                 | 43 369       | 98,02        | 40 636      | 95,17       |  |

#### Deuxième circonscription (Château-Chinon - Clamecy)
| Candidat       | Candidat                     | Parti          | Premier tour | Premier tour | Second tour | Second tour |  |
| Candidat       | Candidat                     | Parti          | Voix         | %            | Voix        | %           |  |
| -------------- | ---------------------------- | -------------- | ------------ | ------------ | ----------- | ----------- |  |
|                | Christian Paul sortant réélu | PS             | 25 465       | 49,54        | 31 471      | 65,55       |  |
|                | Michèle Boucomont            | UMP            | 11 092       | 21,58        | 16 538      | 34,45       |  |
|                | Marcel Stéphan               | RBM (FN)       | 7 183        | 13,97        |             |             |  |
|                | Monique Choquel              | FG (PCF)       | 3 450        | 6,71         |             |             |  |
|                | Anaïs Hubert                 | EÉLV           | 1 427        | 2,78         |             |             |  |
|                | Marie-Joëlle Guillaume       | PCD            | 658          | 1,28         |             |             |  |
|                | Christine Thomas             | DLR            | 583          | 1,13         |             |             |  |
|                | Philippe Brochet             | Divers         | 505          | 0,98         |             |             |  |
|                | Dominique Dupuis             | LO             | 374          | 0,73         |             |             |  |
|                | Bernard Gagnepain            | AÉI            | 317          | 0,62         |             |             |  |
|                | Annick Le Gall               | NPA            | 228          | 0,44         |             |             |  |
|                | Chantal de Thoury            | AR             | 118          | 0,23         |             |             |  |
|                |                              |                |              |              |             |             |  |
| Inscrits       | Inscrits                     | Inscrits       | 86 675       | 100,00       | 86 663      | 100,00      |  |
| Abstentions    | Abstentions                  | Abstentions    | 34 329       | 39,61        | 36 557      | 42,18       |  |
| Votants        | Votants                      | Votants        | 52 346       | 60,39        | 50 106      | 57,82       |  |
| Blancs et nuls | Blancs et nuls               | Blancs et nuls | 946          | 1,81         | 2 097       | 4,19        |  |
| Exprimés       | Exprimés                     | Exprimés       | 51 400       | 98,19        | 48 009      | 95,81       |  |